# Маунтбеттен-Виндзор

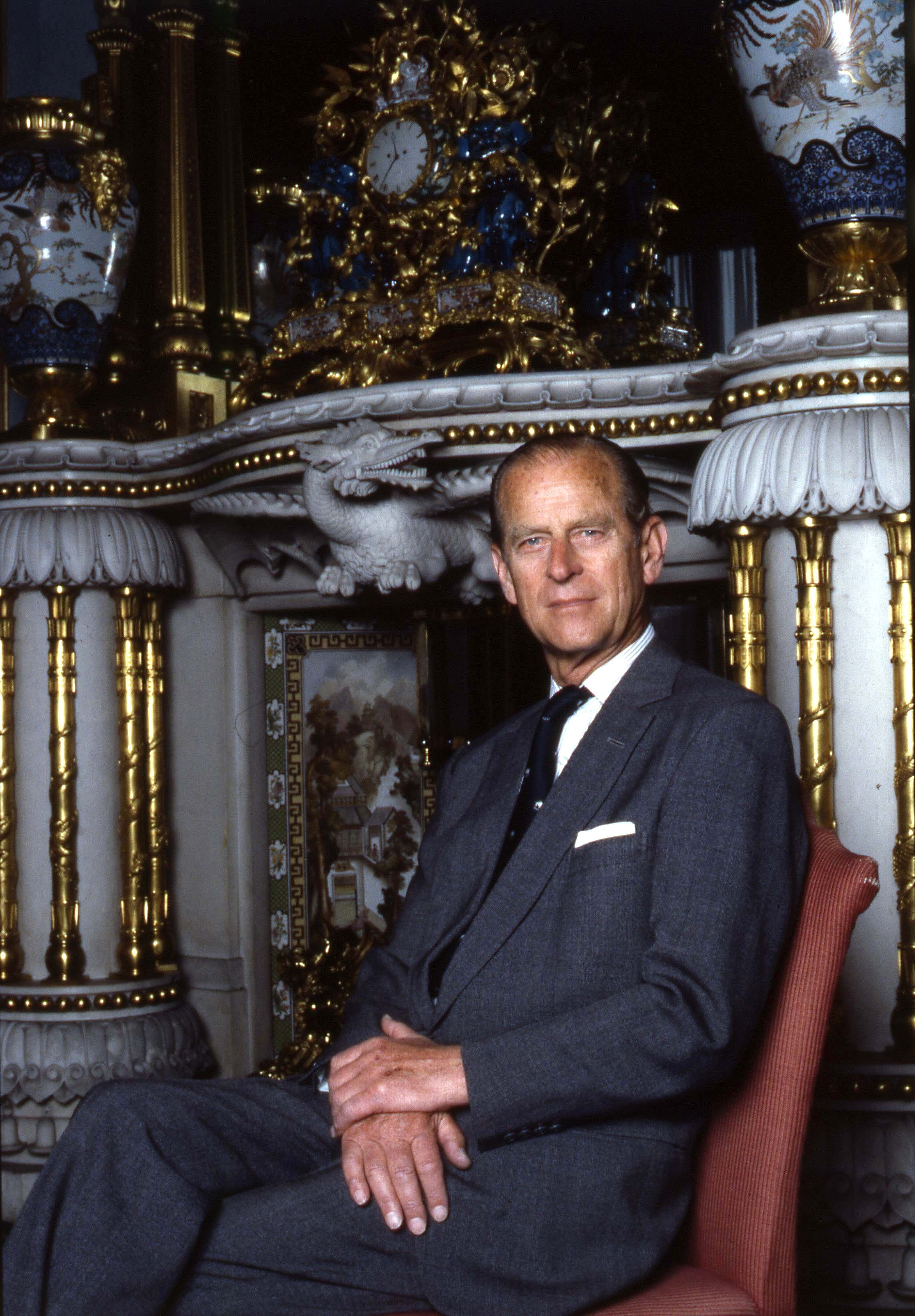
Филипп, герцог Эдинбургский, носивший фамилию Маунтбеттен и являющийся предком всех Маунтбеттен-Виндзоров

Маунтбеттен-Виндзор (англ. Mountbatten-Windsor) — личная фамилия, которую носят некоторые потомки королевы Великобритании Елизаветы II в соответствии с прокламацией, изданной в 1960 году. Согласно документу, эту фамилию могут носить потомки Елизаветы и её мужа принца Филиппа Маунтбеттена по мужской линии, не имеющие королевских титулов, но в реальности иногда она используется и титулованными Виндзорами. Впервые её официально использовала принцесса Анна в 1973 году в журнале регистрации её брака с Марком Филлипсом. Принц Уильям и его жена Кэтрин назвали себя «месье и мадам Маунтбеттен-Виндзор» при подаче иска против французского журнала Closer. Дети принца Гарри, герцога Сассекского, и герцогини Меган, родившиеся в 2019 и 2021 году, получили имена Арчи Харрисон Маунтбеттен-Виндзор и Лилибет Диана Маунтбеттен-Виндзор соответственно.

## Носители фамилии
- Филипп, герцог Эдинбургский;
- принцесса Анна;
- Уильям, принц Уэльский;
- Кэтрин, принцесса Уэльская;
- Арчи Харрисон Маунтбеттен-Виндзор;
- Лилибет Диана Маунтбеттен-Виндзор;
- Луиза Алиса Елизавета Мария Маунтбеттен-Виндзор[6].